# Parafia św. Marcina Biskupa w Borzęciczkach
Parafia świętego Marcina Biskupa w Borzęciczkach – parafia rzymskokatolicka znajdująca się w diecezji kaliskiej, w dekanacie Koźmin.